# Horikawaella subacuta
Horikawaella subacuta là một loài rêu tản trong họ Jungermanniaceae. Loài này được (Herzog) S. Hatt. & Amak. miêu tả khoa học lần đầu tiên năm 1971.